# Cardiff Metropolitan University FC
El Cardiff Metropolitan University Football Club és un club de futbol gal·lesos de la ciutat de Cardiff.

## Història
El club va ser fundat l'any 2000 per la fusió dels clubs UWIC i Inter Cardiff. Evolució del nom:
Cardiff Metropolitan University FC
- 2000: UWIC Inter Cardiff FC, fusió entre Inter Cardiff i UWIC
- 2012: Cardiff Metropolitan University FC

UWIC
- Cardiff College of Education FC
- 1979: South Glamorgan Institute FC
- 1990: Cardiff Institute of Higher Education FC
- 1996: UWIC (University of Wales Institute, Cardiff)

Inter Cardiff
- 1984: AFC Cardiff a partir del Lake United FC
- 1990: Inter Cardiff FC fusionat amb Sully FC
- 1996: Inter CableTel AFC per patrocini
- 1999: Inter Cardiff FC

## Palmarès
- Welsh Football League Division One
  - 1975-76, 2015-16[3]
  - 2013-14[3]
- Welsh Football League Division Three
  - 1995-96, 2012-13[3]

- Copa gal·lesa de futbol: 
  - 1998-99
- Welsh Amateur Cup: 
  - 1968, 1969, 1976